# アイランド・ボーイズ
ジ・アイランド・ボーイズ（The Island Boys）は、サモア系アメリカ人のプロレスラーであるエディ・ファトゥとマット・アノアイによる従兄弟同士のタッグチーム。スリー・ミニッツ・ウォーニング（3-Minute Warning）のチーム名でも知られ、2000年代前半にWWEなどで活動した。

## メンバー
- ジャマール（エディ・ファトゥ）
- ロージー（マット・アノアイ）

## 概要
ジャマールはリキシなどのリングネームで活躍したソロファ・ファトゥの実弟で、ロージーはワイルド・サモアンズのシカ・アノアイの息子である。伯父のアファ・アノアイが運営するプロレスラー養成所のワイルド・サモアン・トレーニング・センターで鍛えられ、共に1995年にプロレスデビュー。個別の活動でキャリアを積んだ後、2000年6月にアルマゲドン1号&2号としてFMWに揃って初来日し、WEWハードコアタッグ王座を獲得した。
その後WWEとデベロップメント契約を結び、下部団体のHWAやMCWで活動。2002年7月よりWWEのレギュラーメンバーに昇格し、スリー・ミニッツ・ウォーニングと名乗って当時RAWのGMだったエリック・ビショフの用心棒となる。マネージャーにはリコ・コンスタンティノを迎えて悪事の限りを尽くしたが、2003年6月にジャマールがWWEを解雇され、ロージーはフェイスターンしてザ・ハリケーンと新チームを結成した。
2005年12月、ジャマールがWWEに復帰し、ダーク・マッチにおいてロージーとスリー・ミニッツ・ウォーニングを再結成したが、翌2006年3月にWWEはロージーを解雇。同年4月よりジャマールはウマガと改名しシングルプレイヤーとなって活躍するも、2009年6月にウェルネス・ポリシーに違反して再びWWEからリリースされ、半年後の12月4日に心臓発作で死去。以降、アイランド・ボーイズのリユニオンは実現不可能となった。

## リングネーム
- アルマゲドン1号&アルマゲドン2号（FMW時代に使用）
- Ekmo&Kimo（HWA、MCW時代に使用）
- ジャマール&ロージー（WWF時代に使用）

## 入場曲
- 3 Minutes（2 Skinnee J's） - スリー・ミニッツ・ウォーニング時代に使用。

## 獲得タイトル
FMW
- WEWハードコアタッグ王座

HWA
- HWAタッグ王座

MCW
- MCW南部タッグ王座